# 닙코프 디스크

닙코 디스크의 구멍에 의해 추적되는 원형 경로를 보여주는 개략도

닙코 디스크 (Nipkow disk, 때로는 Nipkov disk로 표기하기도 함, 1884년에 특허됨)는 스캐닝 디스크로도 알려져 있는데, 기계적으로  회전하면서 기하학적으로 작동하는 이미지 스캐닝 장치로 베를린의 파울 고트리브 닙코 (Paul Gottlieb Nipkow)가 특허를 취득하였다. 이 스캐닝 디스크는 1920년대와 1930년대까지 기계식 텔레비전으로 따라서 최초의 텔레비전의 기본 구성 요소였다.

## 작동
이 장치는 적합한 재료(금속, 플라스틱, 판지 등)의 기계적으로 회전하는 디스크이며, 동일한 직경의 원형 구멍이 일련의 거리에 뚫려 있다. 정밀도를 높이기 위해 구멍을 정사각형으로 만들 수도 있다. 이 구멍은 디스크의 외부 반경 지점에서 시작하여 디스크의 중심으로 진행하는 단일 회전 나선형을 형성하도록 배치된다. 디스크가 회전할 때 구멍은 디스크의 각 구멍 위치에 따라 내경과 외경의 지름이 달라지고 각 구멍의 직경과 동일한 두께를 갖는 원형 고리 패턴을 따르게 된다. 디스크의 정확한 구성에 따라서는 패턴이 부분적으로 겹칠 수도 있고 겹치지 않을 수도 있다. 렌즈에 의해서 전면의 이미지를 디스크에 직접 투사한다. 나선형의 각 구멍은 이미지를 가로지르면서 "슬라이스"를 취하여 명암의 시간적 패턴으로 센서에 의하여 포착된다. 이 센서를 이용하여 같은 속도와 같은 방향으로 동시에 회전하는 두 번째 닙코 디스크 뒤에서 방출하는 빛을 제어하도록 하면 이미지가 한 줄씩 재생된다. 재생된 이미지의 크기도 디스크 크기에 따라 결정되어 디스크의 크기가 커지면 생성되는 이미지의 크기도 증가한다.
디스크를 "통해" 물체를 관찰하면서, 바람직하게는 예를 들어 디스크의 1/4 또는 1/8 각도에 해당하는 상대적으로 작은 원형 섹터 ( 뷰포트 )를 통해 관찰을 하면서 디스크를 회전하면 물체가 한 줄씩 "스캔"되는 것처럼 보인다. 디스크를 충분히 빠르게 회전시키면 대상물이 완성된 것처럼 보이고 동작의 캡처도 가능해진다. 이것은 디스크 전체를 덮고 작은 직사각형 영역을 검정색 판지(고정된 상태로 유지됨)로 덮고 디스크를 회전시키고 작은 영역을 통해 물체를 관찰함으로써 직관적으로 이해할 수 있다.

## 장점
닙코 디스크를 사용하는 이점 중 하나는 이미지 센서 (즉, 빛을 전기 신호로 변환하는 장치)가 하나의 포토셀 또는 포토다이오드처럼 간단하게 할 수 있다는 것인데, 이는 어느 순간에는 디스크(및 뷰포트)를 통하여 매우 작은 영역 만이 보이기 때문이고, 따라서 이미지를 라인으로 분해하는 것은 스캔라인 타이밍이 거의 필요하지 않고 매우 높은 스캔라인 해상도로 거의 자체적으로 수행된다. 간단한 이미지 획득 장치는 닙코 디스크를 구동하는 전기 모터, 단일 감광(전기) 요소를 포함하는 작은 상자 및 기존 이미지 포커싱 장치(렌즈, 암 상자 등)를 사용하여 구축할 수 있다.
또 다른 장점은 수신 장치가 획득 장치와 매우 유사하여, 단지 감광 장치가 이미지 획득 장치에서 제공하는 신호에 의해 구동되는 가변 광원으로 대체될 뿐이다. 또한 두 장치의 디스크를 동기화하는 몇 가지 방법도 고안해야 한다(수동에서 전자 제어 신호에 이르기까지 여러 옵션이 가능함).
이러한 사실은 스코틀랜드 발명가인 존 로지 베어드가 완성한 최초의 기계식 텔레비전과 최초의 "TV 애호가" 커뮤니티 및 1920년대의 실험적인 이미지 라디오 방송을 구축하는 데 큰 도움이 되었다.

## 단점
닙코 디스크의 스캔라인에 따른 해상도는 아날로그 스캔이므로 매우 높게 할 수 있지만, 스캔라인의 최대 수는 훨씬 더 제한적이라는 점이다. 해상도는 디스크의 구멍 수와 동일하며 실제로는 30에서 100개 범위가 일반적이고, 드물게 200개 구멍이 있는 디스크가 테스트되었다.
이미지 스캐닝 장치로서 닙코 디스크의 또 다른 단점으로는 주사선이 직선이 아니라 곡선이라는 점이다. 따라서 이상적인 닙코 디스크는 직경이 매우 크거나(즉, 곡률이 더 작거나) 뷰포트의 각도가 매우 좁아야 한다. 허용 가능한 이미지를 생성하는 또 다른 방법은 디스크의 외부 섹터에 더 가까운 작은 구멍(밀리미터 또는 마이크로미터 규모)을 뚫는 것이지만, 기술의 발전에 따라 이미지 획득의 전자적 수단이 선호되었다.
또 다른 중요한 단점은 닙코 디스크로도 수행되는 전송 수신단에서 이미지를 재생하는 데 있다. 이미지는 일반적으로 스캐닝에 사용되는 표면만큼 작았으며 기계식 텔레비전으로 실제로 규현된 이미지는 30-50 cm 직경 디스크의 경우 우표 크기에 불과하였다.
추가적인 단점으로는 적어도 과거에는 스캔한 이미지의 비선형 기하학과 비실용적인 디스크 크기가 있다. 초기 TV 수신기에 사용된 닙코 디스크는 30~50개의 구멍이 있는 직경 30 cm에서 50 cm인 디스크였다. 그것들을 사용하는 장치는 시끄럽고 무거웠으며 화질이 매우 낮고 깜박임이 많았다. 시스템의 획득 부분은 그다지 좋지 않았으며 대상에 대한 매우 강력한 조명이 필요했다.
디스크 스캐너는 필로 판즈워스에 의한 이미지 분해기의 주요 제한 사항을 공유한다. 작은 개구에 의하여 모든 시야가 스캔되면서 빛이 감지 시스템으로 전달된다. 모인 빛의 실제 양은 매우 작은 개구를 통해 순간적으로 발생하여 순 산출량은 입사 에너지의 매우 작은 비율에 불과하다.
아이코노스코프 (및 그 후속 제품)는 지속적으로 광검출 대상에 에너지를 축적하여 시간이 지남에 따라 에너지를 통합한다. 스캐닝 시스템은 대상의 각 사이트를 지나갈 때 축적된 전하를 간단히 "선택"한다. 간단한 계산에 따르면 동일하게 민감한 감광 수용체의 경우 아이코노스코프가 디스크나 판즈워스 스캐너보다 수백 배에서 수천 배 더 민감하다.
스캐닝 디스크는 다각형 거울로 교체할 수 있지만 동일한 문제 즉 시간경과에 따른 정밀도의 저하가 발생한다.

## 응용
위에서 언급한 실용적인 이유로 인기를 얻지 못한 앞서 언급한 기계식 텔레비전과는 별도로 닙코 디스크는 강력한 광학 현미경인 공초점 현미경의 어떤 유형에서 사용된다.